# Meuke Beurabo
Meuke Beurabo is een bestuurslaag in het regentschap Pidie van de provincie Atjeh, Indonesië. Meuke Beurabo telt 308 inwoners (volkstelling 2010).